# Кириллова, Евдокия Федотовна
Евдокия Федотовна Кириллова (15 апреля 1927 — 1 июля 2005) — старшая птичница колхоза «Ленинский путь» Бакалинского района Башкирской АССР, Герой Социалистического Труда. Почётный гражданин Бакалинского района.
Член КПСС, делегат XXII съезда КПСС

## Биография
Евдокия Федотовна Кириллова родилась 15 апреля 1927 года в селе Новоиликово (ныне — Бакалинского района Башкирии). Образование начальное.
Трудовую деятельность начала в июне 1939 г. в колхозе «Якты чишма» Бакалинского района. С мая 1945 г. работала свинаркой, чабаном, дояркой. В сентябре 1958 г. назначена старшей птичницей колхоза «Ленинский путь» Бакалинского района.
Е. Ф. Кириллова особенно отличилась, работая на птицефабрике колхоза. В первый год работы на курицу-несушку получила 75 штук яиц, в 1959 г. — 150 яиц, в 1960 г. − 156 яиц. Не остановившись на достигнутом, стала применять передовые методы кормления, комбинировать виды кормов, менять рацион питания, в результате чего добилась значительных успехов: в 1961 г. получила 180 яиц, в 1963 г. — 205, в 1965 г. — 215 штук яиц на каждую курицу-несушку.
В 1965 г. на ферме было произведено полное обновление птицепоголовья молодняком, общее количество кур-несушек доведено до 5 076 голов. Несмотря на это, валовой сбор яиц в колхозе не уменьшился, а увеличился. Всего за последние шесть лет семилетки (1959—1965) Е. Ф. Кириллова получила 2 325,3 тысячи штук яиц.
За достигнутые успехи в увеличении производства и заготовок яиц Указом Президиума Верховного Совета СССР от 22 марта 1966 г. Е. Ф. Кирилловой присвоено звание Героя Социалистического Труда.
Депутат Верховного Совета Башкирской АССР шестого созыва (1963—1967).
Евдокия Федотовна Кириллова умерла 1 июля 2005 года.

## Награды
- Герой Социалистического Труда (1966)
- Награждена орденами Ленина (1960, 1966), Октябрьской Революции (1971), Трудового Красного Знамени (1973), медалями.

## Память
Именем Е. Ф. Кирилловой названа улица в с. Бакалы Бакалинского района РБ.